# 氣旋法尼
極強氣旋風暴法尼（英語：Extremely Severe Cyclonic Storm Fani，聯合颱風警報中心編號：01B，印度氣象局編號：BOB 02）是2019年北印度洋氣旋季第2個熱帶氣旋和第2個獲命名風暴，也是第1個達到特強氣旋風暴等級和第1個達到極強氣旋風暴等級的熱帶系統。法尼的前身為一個生成在赤道以北0.2度的低壓，在獲得編號後，法尼便開始緩慢發展，最終成為一個成熟且強大的熱帶氣旋。

## 發展過程
最早於4月中下旬，各大數值預報皆認為4月底有系統在孟加拉灣一帶發展，而且強度不弱，預報中的系統前身低壓在4月26日凌晨2時於蘇門答臘以西形成，印度氣象局給予編號BOB 02，美國海軍研究實驗室給予擾動編號91B。雖然海溫保持在29-30度高溫，但由於系統的位置距離赤道僅0.2度，令該處科氏力嚴重不足，再加上受到垂直風切干擾，使得系統在獲得編號後過了一段時間才緩慢地向西北方移動和發展。同日晚上8時，聯合颱風警報中心對該系統發布熱帶氣旋形成警報。
27日上午11時，聯合颱風警報中心將其升格為熱帶風暴，給予熱帶氣旋編號01B；上午8時，印度氣象局升格為強低氣壓；下午5時，印度氣象局將其升格為氣旋風暴，並命名法尼(Fani)。由於該海域垂直風切較大，令法尼遲遲無法發展。經過了大約1天的結構重整後，29日晚上11時，印度氣象局將其升格為強烈氣旋風暴。30日凌晨2時，聯合颱風警報中心將其升格為一級熱帶氣旋；上午8時，聯合颱風警報中心將其升格為二級熱帶氣旋；上午10時，印度氣象局將其升格為特強氣旋風暴，升格後，法尼曾一度打開雲捲風眼，但後來遭到填塞。晚間11時，印度氣象局將其升格為極強氣旋風暴，此時，法尼的底層風眼亦顯示在微波雲圖上。
5月1日凌晨2時，聯合颱風警報中心將其升格為三級熱帶氣旋。隔天下午2時，聯合颱風警報中心將其升格為四級熱帶氣旋；晚間6時，中國國家氣象中心將其評定為超強颱風。此時，法尼成功打開「針眼」，強度達到了巔峰。但不久，法尼於5月3日早上9時登陸印度，風眼遭到填塞，強度亦開始下滑，晚間8時，聯合颱風警報中心直接將其降格為一級熱帶氣旋，並發出最後報告。4日凌晨2時，聯合颱風警報中心將其降格為熱帶風暴；上午8時，印度氣象局將其降格為氣旋風暴；上午11時，印度氣象局將其降格為強低氣壓；下午2時，印度氣象局將其降格為低氣壓。同日，法尼登陆孟加拉国库尔纳附近。

## 影響
為了應對風暴的影響，印度海軍在維沙卡帕特南和奧里薩邦海岸部署了海軍艦艇，以預防法尼(Fani)的影響。隨著氣旋逐漸接近陸地，印度氣象局針對奧里薩邦、西孟加拉邦和孟加拉國大部分地區發布了氣旋警報。印度陆军和空军部队也集结在奥里萨邦、西孟加拉邦和安得拉邦各州待命。印度布巴内什瓦尔机场和加尔各答机场已取消全部5月2日和3日的航班。奥里萨邦沿岸的11个地区处于红色警戒状态，当地已经开放了大约900个避难所供当地民众避难，亦緊急撤離120萬人。